# مزدا کیورا
مزدا کیورا یک خودروی مفهومی است که توسط مزدا ساخته شده‌است. این خودرو اولین بار در نمایشگاه اتومبیل پاریس ۲۰۰۸ معرفی شد. این خودرو قرار بود جایگزین مزدا ۲ شود.

## طراحی ظاهر

### طرح
کیورا، به معنی «تمیز و خالص» است، این خودرو برای رانندگان جوان شهر طراحی شده‌است. طراحی مزدا کیورا کاری مشترک بین مزدای اروپا و مزدای ژاپن است.
مزدا کیورا دارای دو در پروانه ای و یک در عقب است. چهار صندلی دارد و دو صندلی عقب قابل جمع شدن است.

### داخلی
داشبورد داخل خودرو از فناوری صفحه لمسی استفاده می‌کند. راننده می‌تواند آیکون‌ها را از جمله تمام کنتورها و سیستم صوتی موجود در نمایشگر حرکت داده و سازماندهی کند. یکی از ویژگی‌های بارز مزدا کیورا سقف آن است. سقف این خودرو برای جمع‌آوری آب باران و تصفیه آن از طریق فیلتر نصب شده طراحی شده‌است. آب بارانی که روی سقف ریخته می‌شود تصفیه شده و در بطری نصب شده در ماشین ذخیره می‌شود تا مسافران بتوانند آن را بنوشند.

## پیشرانه
مزدا کیورا از یک موتور ۱٫۳ لیتری تزریق مستقیم بنزین استفاده می‌کند. این موتور از فناوری منحصر به فرد کاهش دور مزدا به نام "i-stop" و گیربکس شش سرعته اتوماتیک استفاده می‌کند. سیستم "i-stop" مزدا با خاموش کردن خودکار موتور هنگام توقف خودرو و راه اندازی سریع و بی سر و صدا، در توقف و ترافیک شهری صرفه جویی می‌کند. مزدا کیورا همچنین از انرژی کاهش سرعت برای شارژ باتری استفاده می‌کند.